# KNVB Beker 2018/19 (vrouwen)
De 39e editie van de KNVB Beker voor vrouwen ging op 1 september 2018 van start met de groepsfase en eindigde op 11 mei 2019 met de finale. In de achtste finale stroomden de Eredivisie-teams in en begon tevens de knock-outfase. De titelverdediger, AFC Ajax, werd opnieuw de winnaar van het toernooi door in de finale PEC Zwolle te verslaan met 2–1.

## Landelijke beker
Opzet
Deze editie van de KNVB Beker voor vrouwen begon met de groepsfase van tweeëntwintig poules. Vanaf de eerste tussenronde volgde de knock-outfase.

### Deelnemers
Er nemen dit seizoen 93 teams deel. Negen clubs uit de Eredivisie (niveau 1), 84 amateurteams uit de landelijke competities in de Topklasse (2), Hoofdklasse (3) en Eerste klasse (4).
| N | Competitie            | Clubs                 | Clubs                   | Clubs               | Clubs                      |
| - | --------------------- | --------------------- | ----------------------- | ------------------- | -------------------------- |
| 1 | Eredivisie            | Achilles '29          | ADO Den Haag            | Ajax                | VV Alkmaar                 |
| 1 | Eredivisie            | Excelsior/Barendrecht | sc Heerenveen           | PSV                 | PEC Zwolle                 |
| 1 | Eredivisie            | FC Twente             |                         |                     |                            |
| 2 | Topklasse             | Be Quick '28          | SC Buitenveldert        | DTS Ede             | EVV Eindhoven AV           |
| 2 | Topklasse             | RVVH                  | SV Saestum              | Vv SSS              | SteDoCo                    |
| 2 | Topklasse             | Ter Leede             | ASV Wartburgia          | SC Woezik           | SC 't Zand                 |
| 3 | Hoofdklasse zaterdag  | ACV                   | BVV Barendrecht         | CVV Berkel          | RKVV DSS                   |
| 3 | Hoofdklasse zaterdag  | Heerenveense Boys     | SC Klarenbeek           | Odysseus '91        | Oranje Nassau Groningen    |
| 3 | Hoofdklasse zaterdag  | RCL                   | VV Reiger Boys          | FC Rijnvogels       | Ter Leede II               |
| 3 | Hoofdklasse zondag    | VV Bavel              | SC Buitenveldert II     | VV DSE              | VV Eldenia                 |
| 3 | Hoofdklasse zondag    | Fortuna '54           | VV Maarssen             | VV Nooit Gedacht    | RKSV Prinses Irene         |
| 3 | Hoofdklasse zondag    | Vv Rigtersbleek       | SV Someren              | Vv Trekvogels       | SV Venray                  |
| 4 | Eerste klasse Groep A | CSW                   | DSVP                    | SC 't Gooi          | USV Hercules               |
| 4 | Eerste klasse Groep A | IJFC                  | VV IJzendijke           | VV Lyra             | RVVH II                    |
| 4 | Eerste klasse Groep A | SV Saestum II         | Sporting '70            | Vv SSS II           | ASV Wartburgia II          |
| 4 | Eerste klasse Groep B | ASC '62               | AZSV                    | VV Berkum           | VV de Weide                |
| 4 | Eerste klasse Groep B | VV Helpman            | GSVV The Knickerbockers | VV Nieuw Roden      | Oranje Nassau Groningen II |
| 4 | Eerste klasse Groep B | SC Stiens             | SVO Sneek (ONS/SWZ)     | VV Vitesse '63      | VV Winsum                  |
| 4 | Eerste klasse Groep C | FC Berghuizen         | SC Buitenveldert III    | VV De Blokkers      | DVC'26                     |
| 4 | Eerste klasse Groep C | VV Hoogland           | VV Limmen               | SDO Bussum          | VV SEP                     |
| 4 | Eerste klasse Groep C | VDZ                   | RKVV Velsen             | Victoria Boys       | VV Witkampers              |
| 4 | Eerste klasse Groep D | VV Bavel II           | RKSV Bekkerveld         | EVV Eindhoven AV II | VV Eldenia II              |
| 4 | Eerste klasse Groep D | HRC '14               | HVCH                    | VV Nijnsel          | NSVV FC Kunde              |
| 4 | Eerste klasse Groep D | RKSV Nuenen           | SV Orion                | OVV '67             | SC 't Zand II              |

Legenda
| Kleur | Resultaat                           |
| ----- | ----------------------------------- |
|       | Winnaar                             |
|       | Verliezend finalist                 |
|       | Uitgeschakeld in de halve finales   |
|       | Uitgeschakeld in de kwartfinales    |
|       | Uitgeschakeld in de achtste finales |
|       | Uitgeschakeld in de 2e ronde        |
|       | Uitgeschakeld in de tussenronde     |
|       | Uitgeschakeld in de 1e ronde        |
|       | Uitgeschakeld in de groepsfase      |

### Speeldata
| Ronde             | Speeldata                           |
| Groepsfase        | Groepsfase                          |
| ----------------- | ----------------------------------- |
| Speeldag 1        | 1 en 2 september 2018               |
| Speeldag 2        | 8 en 9 september 2018               |
| Speeldag 3        | 15 en 16 september 2018             |
| Knock-out systeem |                                     |
| 1e ronde          | 20 en 21 oktober 2018               |
| Tussenronde       | 15 en 16 december 2018              |
| 2e ronde          | 15 december 2018 en 19 januari 2019 |
| Achtste finales   | 25, 26 en 27 januari 2019           |
| Kwartfinales      | 9 en 10 maart 2019                  |
| Halve finales     | 12 april 2019                       |
| Finale            | 11 mei 2019                         |

### Wedstrijden

#### Groepsfase
Legenda
| # | Reden                                        |
| - | -------------------------------------------- |
|   | Heeft zich geplaatst voor de volgende ronde. |

Groep 1
| # | Club                    | Wedstrijden | Wedstrijden | Wedstrijden | Wedstrijden | Doelpunten | Doelpunten | Doelpunten | Punten |
| - | ----------------------- | ----------- | ----------- | ----------- | ----------- | ---------- | ---------- | ---------- | ------ |
| # | Club                    | G           | W           | G           | V           | V          | T          | Saldo      | Punten |
| 1 | DTS Ede                 | 3           | 3           | 0           | 0           | 22         | 2          | +20        | 9      |
| 2 | Oranje Nassau Groningen | 3           | 2           | 0           | 1           | 8          | 4          | +4         | 6      |
| 3 | VV Berkum               | 3           | 1           | 0           | 2           | 7          | 17         | −10        | 3      |
| 4 | ASC '62                 | 3           | 0           | 0           | 3           | 1          | 15         | −14        | 0      |

Groep 2
| # | Club                | Wedstrijden | Wedstrijden | Wedstrijden | Wedstrijden | Doelpunten | Doelpunten | Doelpunten | Punten |
| - | ------------------- | ----------- | ----------- | ----------- | ----------- | ---------- | ---------- | ---------- | ------ |
| # | Club                | G           | W           | G           | V           | V          | T          | Saldo      | Punten |
| 1 | SC Stiens           | 3           | 3           | 0           | 0           | 8          | 2          | +6         | 9      |
| 2 | Be Quick '28        | 3           | 2           | 0           | 1           | 7          | 3          | +4         | 6      |
| 3 | VV Reiger Boys      | 3           | 1           | 0           | 2           | 8          | 8          | 0          | 3      |
| 4 | SVO Sneek (ONS/SWZ) | 3           | 0           | 0           | 3           | 2          | 12         | −10        | 0      |

Groep 3
| # | Club                       | Wedstrijden | Wedstrijden | Wedstrijden | Wedstrijden | Doelpunten | Doelpunten | Doelpunten | Punten |
| - | -------------------------- | ----------- | ----------- | ----------- | ----------- | ---------- | ---------- | ---------- | ------ |
| # | Club                       | G           | W           | G           | V           | V          | T          | Saldo      | Punten |
| 1 | ACV                        | 3           | 2           | 0           | 1           | 4          | 3          | +1         | 6      |
| 2 | Oranje Nassau Groningen II | 3           | 1           | 1           | 1           | 6          | 4          | +2         | 4      |
| 3 | GSVV The Knickerbockers    | 3           | 1           | 1           | 1           | 3          | 4          | −1         | 4      |
| 4 | SC Klarenbeek              | 3           | 1           | 0           | 2           | 4          | 6          | −2         | 3      |

Groep 4
| # | Club           | Wedstrijden | Wedstrijden | Wedstrijden | Wedstrijden | Doelpunten | Doelpunten | Doelpunten | Punten |
| - | -------------- | ----------- | ----------- | ----------- | ----------- | ---------- | ---------- | ---------- | ------ |
| # | Club           | G           | W           | G           | V           | V          | T          | Saldo      | Punten |
| 1 | SV Saestum     | 3           | 3           | 0           | 0           | 13         | 1          | +12        | 9      |
| 2 | VV Nieuw Roden | 3           | 2           | 0           | 1           | 6          | 7          | −1         | 6      |
| 3 | AZSV           | 3           | 0           | 1           | 2           | 2          | 5          | −3         | 1      |
| 4 | IJFC           | 3           | 0           | 1           | 2           | 3          | 11         | −8         | 1      |

Groep 5
| # | Club              | Wedstrijden | Wedstrijden | Wedstrijden | Wedstrijden | Doelpunten | Doelpunten | Doelpunten | Punten |
| - | ----------------- | ----------- | ----------- | ----------- | ----------- | ---------- | ---------- | ---------- | ------ |
| # | Club              | G           | W           | G           | V           | V          | T          | Saldo      | Punten |
| 1 | ASV Wartburgia    | 3           | 3           | 0           | 0           | 13         | 1          | +12        | 9      |
| 2 | Heerenveense Boys | 3           | 2           | 0           | 1           | 6          | 4          | +2         | 6      |
| 3 | VV Winsum         | 3           | 0           | 1           | 2           | 1          | 7          | −6         | 1      |
| 4 | VV Helpman        | 3           | 0           | 1           | 2           | 0          | 8          | −8         | 1      |

Groep 6
| # | Club              | Wedstrijden | Wedstrijden | Wedstrijden | Wedstrijden | Doelpunten | Doelpunten | Doelpunten | Punten |
| - | ----------------- | ----------- | ----------- | ----------- | ----------- | ---------- | ---------- | ---------- | ------ |
| # | Club              | G           | W           | G           | V           | V          | T          | Saldo      | Punten |
| 1 | RKVV DSS          | 3           | 2           | 1           | 0           | 18         | 5          | +13        | 7      |
| 2 | SV Saestum II     | 3           | 2           | 1           | 0           | 18         | 5          | +13        | 7      |
| 3 | ASV Wartburgia II | 3           | 1           | 0           | 2           | 8          | 12         | −4         | 3      |
| 4 | VV de Weide       | 3           | 0           | 0           | 3           | 3          | 25         | −22        | 0      |

Groep 7
| # | Club           | Wedstrijden | Wedstrijden | Wedstrijden | Wedstrijden | Doelpunten | Doelpunten | Doelpunten | Punten |
| - | -------------- | ----------- | ----------- | ----------- | ----------- | ---------- | ---------- | ---------- | ------ |
| # | Club           | G           | W           | G           | V           | V          | T          | Saldo      | Punten |
| 1 | SC 't Gooi     | 3           | 2           | 1           | 0           | 7          | 3          | +4         | 9      |
| 2 | SteDoCo        | 3           | 2           | 0           | 1           | 12         | 3          | +9         | 6      |
| 3 | Odysseus '91   | 3           | 1           | 1           | 1           | 4          | 6          | −2         | 4      |
| 4 | VV Vitesse '63 | 3           | 0           | 0           | 3           | 0          | 11         | −11        | 0      |

Groep 8
| # | Club         | Wedstrijden | Wedstrijden | Wedstrijden | Wedstrijden | Doelpunten | Doelpunten | Doelpunten | Punten |
| - | ------------ | ----------- | ----------- | ----------- | ----------- | ---------- | ---------- | ---------- | ------ |
| # | Club         | G           | W           | G           | V           | V          | T          | Saldo      | Punten |
| 1 | Ter Leede II | 3           | 2           | 1           | 0           | 8          | 2          | +6         | 7      |
| 2 | CVV Berkel   | 3           | 1           | 1           | 1           | 10         | 7          | +3         | 4      |
| 3 | Vv SSS II    | 3           | 1           | 0           | 2           | 4          | 8          | −4         | 3      |
| 4 | USV Hercules | 3           | 1           | 0           | 2           | 4          | 9          | −5         | 3      |

Groep 9
| # | Club          | Wedstrijden | Wedstrijden | Wedstrijden | Wedstrijden | Doelpunten | Doelpunten | Doelpunten | Punten |
| - | ------------- | ----------- | ----------- | ----------- | ----------- | ---------- | ---------- | ---------- | ------ |
| # | Club          | G           | W           | G           | V           | V          | T          | Saldo      | Punten |
| 1 | Ter Leede     | 2           | 2           | 0           | 0           | 8          | 0          | +8         | 6      |
| 2 | FC Rijnvogels | 2           | 1           | 0           | 1           | 5          | 2          | +3         | 3      |
| 3 | RVVH II       | 3           | 1           | 0           | 2           | 3          | 12         | +9         | 3      |
| 4 | Sporting '70  | 1           | 0           | 0           | 1           | 0          | 2          | −2         | 0      |

Groep 10
| # | Club            | Wedstrijden | Wedstrijden | Wedstrijden | Wedstrijden | Doelpunten | Doelpunten | Doelpunten | Punten |
| - | --------------- | ----------- | ----------- | ----------- | ----------- | ---------- | ---------- | ---------- | ------ |
| # | Club            | G           | W           | G           | V           | V          | T          | Saldo      | Punten |
| 1 | RVVH            | 3           | 3           | 0           | 0           | 16         | 1          | +15        | 9      |
| 2 | BVV Barendrecht | 3           | 2           | 0           | 1           | 10         | 3          | +7         | 6      |
| 3 | VV Lyra         | 3           | 1           | 0           | 2           | 2          | 9          | −7         | 3      |
| 4 | VV IJzendijke   | 3           | 0           | 0           | 3           | 0          | 15         | −15        | 0      |

Groep 11
| # | Club   | Wedstrijden | Wedstrijden | Wedstrijden | Wedstrijden | Doelpunten | Doelpunten | Doelpunten | Punten |
| - | ------ | ----------- | ----------- | ----------- | ----------- | ---------- | ---------- | ---------- | ------ |
| # | Club   | G           | W           | G           | V           | V          | T          | Saldo      | Punten |
| 1 | Vv SSS | 3           | 3           | 0           | 0           | 14         | 1          | +13        | 9      |
| 2 | CSW    | 3           | 2           | 0           | 1           | 10         | 4          | +6         | 6      |
| 3 | RCL    | 3           | 1           | 0           | 2           | 7          | 14         | −7         | 3      |
| 4 | DSVP   | 3           | 0           | 0           | 3           | 4          | 16         | −12        | 0      |

Groep 12
| # | Club             | Wedstrijden | Wedstrijden | Wedstrijden | Wedstrijden | Doelpunten | Doelpunten | Doelpunten | Punten |
| - | ---------------- | ----------- | ----------- | ----------- | ----------- | ---------- | ---------- | ---------- | ------ |
| # | Club             | G           | W           | G           | V           | V          | T          | Saldo      | Punten |
| 1 | SC Buitenveldert | 3           | 3           | 0           | 0           | 10         | 1          | +9         | 9      |
| 2 | VV Maarssen      | 3           | 2           | 0           | 1           | 12         | 1          | +11        | 6      |
| 3 | VV Limmen        | 3           | 1           | 0           | 2           | 4          | 16         | −12        | 3      |
| 4 | VV De Blokkers   | 3           | 0           | 0           | 3           | 2          | 10         | −8         | 0      |

Groep 13
| # | Club                | Wedstrijden | Wedstrijden | Wedstrijden | Wedstrijden | Doelpunten | Doelpunten | Doelpunten | Punten |
| - | ------------------- | ----------- | ----------- | ----------- | ----------- | ---------- | ---------- | ---------- | ------ |
| # | Club                | G           | W           | G           | V           | V          | T          | Saldo      | Punten |
| 1 | SC 't Zand          | 3           | 3           | 0           | 0           | 18         | 4          | +14        | 9      |
| 2 | RKVV Velsen         | 3           | 2           | 0           | 1           | 11         | 6          | +5         | 6      |
| 3 | NSVV FC Kunde       | 3           | 1           | 0           | 2           | 6          | 11         | −5         | 3      |
| 4 | SC Buitenveldert II | 3           | 0           | 0           | 3           | 3          | 17         | −14        | 0      |

Groep 14
| # | Club                 | Wedstrijden | Wedstrijden | Wedstrijden | Wedstrijden | Doelpunten | Doelpunten | Doelpunten | Punten |
| - | -------------------- | ----------- | ----------- | ----------- | ----------- | ---------- | ---------- | ---------- | ------ |
| # | Club                 | G           | W           | G           | V           | V          | T          | Saldo      | Punten |
| 1 | SC Woezik            | 3           | 2           | 1           | 0           | 7          | 3          | +4         | 7      |
| 2 | VV Eldenia II        | 2           | 1           | 1           | 0           | 4          | 3          | +1         | 5      |
| 3 | Vv Trekvogels        | 2           | 0           | 1           | 1           | 2          | 5          | −3         | 1      |
| 4 | SC Buitenveldert III | 1           | 0           | 0           | 1           | 0          | 2          | −2         | 0      |

Groep 15
| # | Club          | Wedstrijden | Wedstrijden | Wedstrijden | Wedstrijden | Doelpunten | Doelpunten | Doelpunten | Punten |
| - | ------------- | ----------- | ----------- | ----------- | ----------- | ---------- | ---------- | ---------- | ------ |
| # | Club          | G           | W           | G           | V           | V          | T          | Saldo      | Punten |
| 1 | VV Witkampers | 3           | 3           | 0           | 0           | 12         | 3          | +9         | 9      |
| 2 | SV Orion      | 3           | 2           | 0           | 1           | 7          | 5          | +2         | 6      |
| 3 | VV Eldenia    | 3           | 1           | 0           | 2           | 11         | 11         | 0          | 3      |
| 4 | VDZ           | 3           | 0           | 0           | 3           | 2          | 13         | −11        | 0      |

Groep 16
| # | Club            | Wedstrijden | Wedstrijden | Wedstrijden | Wedstrijden | Doelpunten | Doelpunten | Doelpunten | Punten |
| - | --------------- | ----------- | ----------- | ----------- | ----------- | ---------- | ---------- | ---------- | ------ |
| # | Club            | G           | W           | G           | V           | V          | T          | Saldo      | Punten |
| 1 | Vv Rigtersbleek | 3           | 2           | 1           | 0           | 5          | 1          | +4         | 7      |
| 2 | Victoria Boys   | 3           | 1           | 1           | 1           | 11         | 7          | +4         | 4      |
| 3 | SC 't Zand II   | 3           | 1           | 0           | 2           | 6          | 9          | −3         | 3      |
| 4 | HRC '14         | 3           | 1           | 0           | 2           | 2          | 7          | −5         | 3      |

Groep 17
| # | Club       | Wedstrijden | Wedstrijden | Wedstrijden | Wedstrijden | Doelpunten | Doelpunten | Doelpunten | Punten |
| - | ---------- | ----------- | ----------- | ----------- | ----------- | ---------- | ---------- | ---------- | ------ |
| # | Club       | G           | W           | G           | V           | V          | T          | Saldo      | Punten |
| 1 | VV SEP     | 3           | 3           | 0           | 0           | 16         | 1          | +15        | 9      |
| 2 | SV Venray  | 2           | 1           | 0           | 1           | 5          | 3          | +2         | 3      |
| 3 | VV Nijnsel | 2           | 0           | 1           | 1           | 0          | 4          | −4         | 1      |
| 4 | OVV '67    | 3           | 0           | 1           | 2           | 1          | 14         | −13        | 1      |

Groep 18
| # | Club             | Wedstrijden | Wedstrijden | Wedstrijden | Wedstrijden | Doelpunten | Doelpunten | Doelpunten | Punten |
| - | ---------------- | ----------- | ----------- | ----------- | ----------- | ---------- | ---------- | ---------- | ------ |
| # | Club             | G           | W           | G           | V           | V          | T          | Saldo      | Punten |
| 1 | EVV Eindhoven AV | 3           | 3           | 0           | 0           | 17         | 1          | +16        | 9      |
| 2 | VV Bavel         | 3           | 2           | 0           | 1           | 16         | 3          | +13        | 6      |
| 3 | DVC'26           | 3           | 0           | 1           | 2           | 1          | 12         | −11        | 1      |
| 4 | FC Berghuizen    | 3           | 0           | 1           | 2           | 1          | 19         | −18        | 1      |

Groep 19
| # | Club                | Wedstrijden | Wedstrijden | Wedstrijden | Wedstrijden | Doelpunten | Doelpunten | Doelpunten | Punten |
| - | ------------------- | ----------- | ----------- | ----------- | ----------- | ---------- | ---------- | ---------- | ------ |
| # | Club                | G           | W           | G           | V           | V          | T          | Saldo      | Punten |
| 1 | Fortuna '54         | 3           | 3           | 0           | 0           | 9          | 1          | +8         | 9      |
| 2 | EVV Eindhoven AV II | 3           | 1           | 1           | 1           | 10         | 2          | +8         | 4      |
| 3 | SV Someren          | 3           | 1           | 1           | 1           | 7          | 6          | + 1        | 4      |
| 4 | VV Bavel II         | 3           | 0           | 0           | 3           | 1          | 18         | −17        | 0      |

Groep 20
| # | Club        | Wedstrijden | Wedstrijden | Wedstrijden | Wedstrijden | Doelpunten | Doelpunten | Doelpunten | Punten |
| - | ----------- | ----------- | ----------- | ----------- | ----------- | ---------- | ---------- | ---------- | ------ |
| # | Club        | G           | W           | G           | V           | V          | T          | Saldo      | Punten |
| 1 | SDO Bussum  | 3           | 2           | 1           | 0           | 6          | 2          | +4         | 7      |
| 2 | VV DSE      | 3           | 2           | 0           | 1           | 10         | 5          | +5         | 6      |
| 3 | VV Hoogland | 3           | 1           | 0           | 2           | 3          | 4          | −1         | 3      |
| 4 | HVCH        | 3           | 0           | 1           | 2           | 4          | 12         | −8         | 0      |

Groep 21
| # | Club               | Wedstrijden | Wedstrijden | Wedstrijden | Wedstrijden | Doelpunten | Doelpunten | Doelpunten | Punten |
| - | ------------------ | ----------- | ----------- | ----------- | ----------- | ---------- | ---------- | ---------- | ------ |
| # | Club               | G           | W           | G           | V           | V          | T          | Saldo      | Punten |
| 1 | RKSV Bekkerveld    | 3           | 1           | 1           | 1           | 3          | 1          | +2         | 4      |
| 2 | RKSV Prinses Irene | 3           | 1           | 1           | 1           | 2          | 2          | 0          | 4      |
| 3 | VV Nooit Gedacht   | 3           | 1           | 1           | 1           | 3          | 5          | −2         | 4      |
| 4 | RKSV Nuenen        | 3           | 0           | 3           | 0           | 3          | 3          | 0          | 3      |

#### Eerste ronde
| Datum      | Team                           | Uitslag | Team                        |
| ---------- | ------------------------------ | ------- | --------------------------- |
| 20 oktober | Oranje Nassau Groningen II (4) | 0 – 6   | FC Rijnvogels (3)           |
| 20 oktober | ACV (3)                        | 1 – 4   | RVVH (2)                    |
| 20 oktober | VV Nieuw Roden (4)             | 2 – 0   | Vv SSS (2)                  |
| 20 oktober | CSW (4)                        | 0 – 7   | SteDoCo (2)                 |
| 20 oktober | Heerenveense Boys (3)          | 6 – 0   | Ter Leede II (3)            |
| 20 oktober | RKVV DSS (3)                   | 2 – 0   | BVV Barendrecht (3)         |
| 20 oktober | SC Stiens (4)                  | 2 – 0   | Oranje Nassau Groningen (3) |
| 20 oktober | DTS Ede (2)                    | 3 – 1   | Be Quick '28 (2)            |
| 20 oktober | Ter Leede (2)                  | 5 – 0   | CVV Berkel (3)              |
| 20 oktober | SV Saestum II (4)              | 0 – 5   | SV Saestum (2)              |
| 20 oktober | ASV Wartburgia (2)             | 6 – 1   | SC 't Gooi (4)              |
| 21 oktober | RKVV Velsen (4)                | 8 – 3   | SV Orion (4)                |
| 21 oktober | RKSV Bekkerveld (4)            | 2 – 1   | SDO Bussum (4)              |
| 21 oktober | VV DSE (3)                     | 0 – 4   | EVV Eindhoven AV II (4)     |
| 21 oktober | VV SEP (4)                     | 0 – 5   | Fortuna '54 (3)             |
| 21 oktober | Victoria Boys (4)              | 3 – 0   | SV Venray (3)               |
| 21 oktober | SC Buitenveldert (2)           | 3 – 0   | Vv Rigtersbleek (3)         |
| 21 oktober | VV Bavel (3)                   | 7 – 0   | VV Eldenia II (4)           |
| 21 oktober | SC Woezik (2)                  | 8 – 0   | RKSV Prinses Irene (3)      |
| 21 oktober | VV Witkampers (4)              | 1 – 4   | EVV Eindhoven AV (2)        |
| 21 oktober | SC 't Zand (2)                 | 4 – 2   | VV Maarssen (3)             |

#### Tussenronde
| Datum       | Team                             | Uitslag | Team                          |
| ----------- | -------------------------------- | ------- | ----------------------------- |
| 15 december | RVVH (2)                         | 5 – 1   | RKSV Bekkerveld (4)           |
| 15 december | VV Bavel (3)                     | 4 – 1   | Heerenveense Boys (3)         |
| 15 december | SV Saestum (2)                   | 4 – 0   | SC Stiens (4)                 |
| 15 december | RKVV DSS (3)                     | 4 – 1   | SC 't Zand (2)                |
| 15 december | SC Woezik (2)                    | 1 – 3   | ASV Wartburgia (2)            |
| 16 december | EVV Eindhoven AV II (4) (w.n.s.) | 1 – 1   | Fortuna '54 (3)               |
| 16 december | Victoria Boys (4)                | w.o.    | EVV Eindhoven AV (2) (t.z.t.) |

#### Tweede ronde
| Datum       | Team                    | Uitslag | Team                 |
| ----------- | ----------------------- | ------- | -------------------- |
| 15 december | SteDoCo (2)             | 2 – 1   | SC Buitenveldert (2) |
| 19 januari  | RKVV Velsen (4)         | 0 – 7   | SV Saestum (2)       |
| 19 januari  | Ter Leede (2)           | 5 – 1   | VV Nieuw Roden (4)   |
| 19 januari  | ASV Wartburgia (2)      | 4 – 0   | FC Rijnvogels (3)    |
| 19 januari  | EVV Eindhoven AV II (4) | 1 – 2   | RKVV DSS (3)         |
| 19 januari  | VV Bavel (3)            | 2 – 1   | RVVH (2)             |
| 19 januari  | DTS Ede (2)             | 5 – 0   | Victoria Boys (4)    |

#### Achtste finales
|                       |                                                                                  |                      |                                                                      |                        |
| 25 januari 2019 19.30 | PSV (1)                                                                          | 3 – 3                | ADO Den Haag (1)                                                     | De Herdgang, Eindhoven |
| 25 januari 2019 19.30 | Jeslynn Kuipers 78' Katja Snoeijs 84' Nadia Coolen 85'                           | Verslag ADO Den Haag | 25' Sharona Tieleman 36' Chasity Grant 74' Pia Rijsdijk              | De Herdgang, Eindhoven |
| 25 januari 2019 19.30 | Strafschoppen                                                                    |                      |                                                                      | De Herdgang, Eindhoven |
| 25 januari 2019 19.30 | Aline Zeler Katja Snoeijs Kayleigh van Dooren Aniek Nouwen Dominique Bond-Flasza | 2 – 3                | Taylor Ziemer Sharon Kok Pia Rijsdijk Nadine Noordam Victoria Pelova | De Herdgang, Eindhoven |

|                       |              |       |                                    |                              |
| 26 januari 2019 14.45 | RKVV DSS (3) | 1 – 2 | Achilles '29 (1)                   | Pim Muliersportpark, Haarlem |
| 26 januari 2019 14.45 | Niet bekend  |       | Danisha Bruins Glenda van Lieshout | Pim Muliersportpark, Haarlem |

|                       |               |         |                                                           |                                     |
| 26 januari 2019 15.00 | Ter Leede (2) | 1 – 4   | Excelsior/Barendrecht (1)                                 | Sportpark De Roodemolen, Sassenheim |
| 26 januari 2019 15.00 | Kim Zethof    | Verslag | 2' Nikki IJzerman –', –' Sherallin Henriquez Eline Koster | Sportpark De Roodemolen, Sassenheim |

|                       |             |                                      |               |                             |
| 26 januari 2019 17.15 | SteDoCo (2) | 0 – 3                                | FC Twente (1) | Sportpark SteDoCo, Hoornaar |
| 26 januari 2019 17.15 |             | –', –' Joëlle Smits Nina Stapelfeldt |               | Sportpark SteDoCo, Hoornaar |

|                       |              | |              |                              |
| 27 januari 2019 14.30 | VV Bavel (3) | 0 – 13 | AFC Ajax (1) | Sportpark De Roosberg, Bavel |
| 27 januari 2019 14.30 |              | 26', 28', 30' (pen.) Ellen Jansen –', –', –', –', –' Vanity Lewerissa Linda Bakker Marjolijn van den Bighelaar Eshly Bakker –', –' Iina Salmi |              | Sportpark De Roosberg, Bavel |

|                        |                    |         |                                     |                               |
| 11 februari 2019 20.00 | ASV Wartburgia (2) | 0 – 2   | PEC Zwolle (1)                      | Sportpark Drieburg, Amsterdam |
| 11 februari 2019 20.00 |                    | Verslag | 20' Babiche Roof 73' Maxime Bennink | Sportpark Drieburg, Amsterdam |

|                        |                                                |              |                                                    |                           |
| 12 februari 2018 20.00 | SV Saestum (2)                                 | 3 – 4 (n.v.) | sc Heerenveen (1)                                  | Sportpark Noordweg, Zeist |
| 12 februari 2018 20.00 | Niet bekend 3' Niet bekend 19' Niet bekend 47' | Verslag      | Fenna Kalma –', 118' Tiny Hoekstra 90+2' Elze Huls | Sportpark Noordweg, Zeist |

|                        |                               |         |                |                          |
| 12 februari 2019 20.00 | DTS Ede (2)                   | 1 – 0   | VV Alkmaar (1) | Sportpark Inschoten, Ede |
| 12 februari 2019 20.00 | Gera op den Kelder 23' (pen.) | Verslag |                | Sportpark Inschoten, Ede |

#### Kwartfinales
|                    |                                   |         |             |                                                                              |
| 9 maart 2019 11.30 | ADO Den Haag (1)                  | 1 – 0   | DTS Ede (2) | Cars Jeans Stadion, Den Haag Toeschouwers: 257 Scheidsrechter: Van der Steen |
| 9 maart 2019 11.30 | Pia Rijsdijk 52' Shanique Dessing | Verslag |             | Cars Jeans Stadion, Den Haag Toeschouwers: 257 Scheidsrechter: Van der Steen |

|                    |                                                                                        |         |                          |                                  |
| 9 maart 2019 14.30 | AFC Ajax (1)                                                                           | 4 – 2   | Achilles '29 (1)         | Sportpark De Toekomst, Amsterdam |
| 9 maart 2019 14.30 | Linda Bakker 12' Kika van Es 52' Liza van der Most 85' Marjolijn van den Bighelaar 90' | Verslag | 56', 80' Sophie Cobussen | Sportpark De Toekomst, Amsterdam |

|                    |                                   |         |                      |                                |
| 9 maart 2019 17.00 | FC Twente (1)                     | 2 – 1   | sc Heerenveen (1)    | Sportpark 't Wilbert, Enschede |
| 9 maart 2019 17.00 | Joëlle Smits 51' Jassina Blom 85' | Verslag | 73' Suzanne Admiraal | Sportpark 't Wilbert, Enschede |

|                    |                      |         |                           |                                                                    |
| 9 maart 2019 19.00 | PEC Zwolle (1)       | 1 – 0   | Excelsior/Barendrecht (1) | MAC³PARK stadion, Zwolle Toeschouwers: 460 Scheidsrechter: Noppers |
| 9 maart 2019 19.00 | Yvette van Daelen 1' | Verslag |                           | MAC³PARK stadion, Zwolle Toeschouwers: 460 Scheidsrechter: Noppers |

#### Halve finales

FC Twente jaagt op doel

|                     |                                         |                    |                       |                                  |
| 12 april 2019 19.30 | AFC Ajax (1)                            | 3 – 2 (0 – 0) n.v. | FC Twente (1)         | Sportpark De Toekomst, Amsterdam |
| 12 april 2019 19.30 | Ellen Jansen 81' Linda Bakker 87', 114' | Verslag            | 52', 66' Joëlle Smits | Sportpark De Toekomst, Amsterdam |

|                     |                                                        |               |                                                           |                                                                   |
| 12 april 2019 19.30 | PEC Zwolle (1)                                         | 0 – 0 (0 – 0) | ADO Den Haag (1)                                          | MAC³PARK stadion, Zwolle Toeschouwers: 1.146 Scheidsrechter: Bouw |
| 12 april 2019 19.30 | Verslag                                                |               |                                                           | MAC³PARK stadion, Zwolle Toeschouwers: 1.146 Scheidsrechter: Bouw |
| 12 april 2019 19.30 | Strafschoppen                                          |               |                                                           | MAC³PARK stadion, Zwolle Toeschouwers: 1.146 Scheidsrechter: Bouw |
| 12 april 2019 19.30 | Babiche Roof Maud Asbroek Nienke Olthof Allison Murphy | 4 – 2         | Taylor Ziemer Pia Rijsdijk Nadine Noordam Maartje Looijen | MAC³PARK stadion, Zwolle Toeschouwers: 1.146 Scheidsrechter: Bouw |

#### Finale

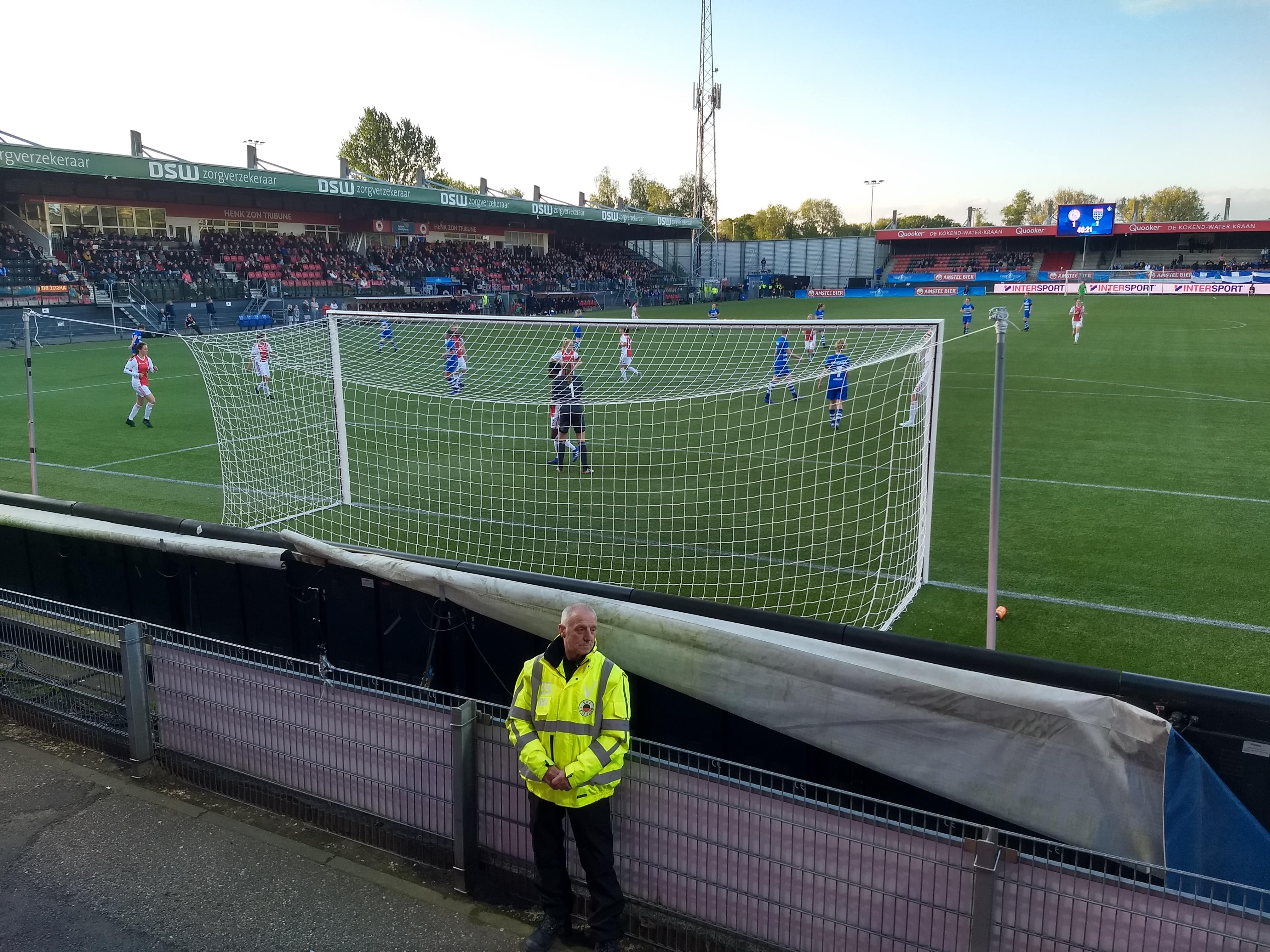
Vanuit het Ajax-vak, bij de stand 1–1

|                                     |                                       |                                 |                   |                                                                                    |
| 11 mei 2019 20.00 Finale KNVB Beker | AFC Ajax                              | 2 – 1 (1 – 1)                   | PEC Zwolle        | Van Donge & De Roo Stadion, Rotterdam Toeschouwers: 3.400 Scheidsrechter: Shukrula |
| 11 mei 2019 20.00 Finale KNVB Beker | Linda Bakker 11' Vanity Lewerissa 90' | Verslag Ajax Verslag PEC Zwolle | 6' Maxime Bennink | Van Donge & De Roo Stadion, Rotterdam Toeschouwers: 3.400 Scheidsrechter: Shukrula |

| AFC Ajax | PEC Zwolle |

| AFC Ajax          |    |                    |     |
|                   |    |                    |     |
| DV                | 1  | Lize Kop           |     |
| RB                | 2  | Liza van der Most  |     |
| CV                | 3  | Caitlin Dijkstra   |     |
| CV                | 25 | Kay-lee de Sanders |     |
| CV                | 5  | Kika van Es        |     |
| LB                | 18 | Soraya Verhoeve    |     |
| RM                | 24 | Lucie Akkerman     | 47' |
| CM                | 10 | Linda Bakker       |     |
| LM                | 6  | Marthe Munsterman  | 52' |
| SP                | 9  | Ellen Jansen       | 78' |
| SP                | 21 | Vanity Lewerissa   |     |
| Wisselspeelsters: |    |                    |     |
| DV                | 23 | Marieke Ubachs     |     |
| VD                | 4  | Lisa Doorn         |     |
| VD                | 8  | Iina Salmi         |     |
| MV                | 15 | Kim Mourmans       |     |
| MV                | 19 | Chantal de Ridder  |     |
| AV                | 20 | Eshly Bakker       | 78' |
| AV                | 32 | Jonna van de Velde | 52' |
| Coach:            |    |                    |     |
| Benno Nihom       |    |                    |     |

| PEC Zwolle        |    |                   |     |
|                   |    |                   |     |
| DV                | 1  | Nienke Olthof     |     |
| RB                | 8  | Allison Murphy    |     |
| CV                | 31 | Moïsa van Koot    |     |
| CV                | 4  | Shanel Smid       |     |
| LB                | 5  | Jeslin Niens      |     |
| CM                | 6  | Maud Asbroek      |     |
| CM                | 28 | Celien Tiemens    |     |
| AM                | 10 | Babiche Roof      |     |
| RV                | 7  | Maxime Bennink    | 78' |
| SP                | 3  | Yvette van Daelen | 61' |
| LV                | 2  | Leonie Vliek      | 82' |
| Wisselspeelsters: |    |                   |     |
| DV                | 26 | Moon Pondes       |     |
| VD                | 12 | Lotte Morsink     |     |
| MV                | 24 | Amy Banarsie      |     |
| AV                | 20 | Lauri Weijkamp    |     |
| AV                | 14 | Bonita Theunissen | 82' |
| AV                | 9  | Rebecca Doejaaren | 61' |
| AV                | 27 | Francis Vliek     | 78' |
| Coach:            |    |                   |     |
| Wim van der Wal   |    |                   |     |

| KNVB Beker 2018/19 |
| ------------------ |
| AFC Ajax 4e titel  |

### Statistieken

#### Doelpuntenmakers
* Vanaf de 1/8 finales
| #        | Naam             | Club       | Goal |
| -------- | ---------------- | ---------- | ---- |
| 1.       | Vanity Lewerissa | AFC Ajax   | 6    |
| 2.       | Joëlle Smits     | FC Twente  | 5    |
| 2.       | Linda Bakker     | AFC Ajax   | 5    |
| 3.       | Ellen Jansen     | AFC Ajax   | 4    |
| Onbekend |                  |            |      |
| 1.       | Onbekend         | SV Saestum | 3    |
| 2.       | Onbekend         | RKVV DSS   | 1    |

| #  | Naam                        | Club                  | Goal |
| -- | --------------------------- | --------------------- | ---- |
| 4. | Maxime Bennink              | PEC Zwolle            | 2    |
| 4. | Marjolijn van den Bighelaar | AFC Ajax              | 2    |
| 4. | Sophie Cobussen             | Achilles '29          | 2    |
| 4. | Sherallin Henriquez         | Excelsior/Barendrecht | 2    |
| 4. | Tiny Hoekstra               | sc Heerenveen         | 2    |
| 4. | Iina Salmi                  | AFC Ajax              | 2    |
| 4. | Pia Rijsdijk                | ADO Den Haag          | 2    |

| #  | Naam              | Club          | Goal |
| -- | ----------------- | ------------- | ---- |
| 5. | Suzanne Admiraal  | sc Heerenveen | 1    |
| 5. | Eshly Bakker      | AFC Ajax      | 1    |
| 5. | Jassina Blom      | FC Twente     | 1    |
| 5. | Danisha Bruins    | Achilles '29  | 1    |
| 5. | Nadia Coolen      | PSV           | 1    |
| 5. | Yvette van Daelen | PEC Zwolle    | 1    |
| 5. | Kika van Es       | AFC Ajax      | 1    |

| #  | Naam                | Club                  | Goal |
| -- | ------------------- | --------------------- | ---- |
| 5. | Chasity Grant       | ADO Den Haag          | 1    |
| 5. | Elze Huls           | sc Heerenveen         | 1    |
| 5. | Fenna Kalma         | sc Heerenveen         | 1    |
| 5. | Gera op den Kelder  | DTS Ede               | 1    |
| 5. | Jeslynn Kuipers     | PSV                   | 1    |
| 5. | Eline Koster        | Excelsior/Barendrecht | 1    |
| 5. | Glenda van Lieshout | Achilles '29          | 1    |

| #  | Naam              | Club                  | Goal |
| -- | ----------------- | --------------------- | ---- |
| 5. | Liza van der Most | AFC Ajax              | 1    |
| 5. | Babiche Roof      | PEC Zwolle            | 1    |
| 5. | Katja Snoeijs     | PSV                   | 1    |
| 5. | Nina Stapelfeldt  | FC Twente             | 1    |
| 5. | Sharona Tieleman  | ADO Den Haag          | 1    |
| 5. | Nikki IJzerman    | Excelsior/Barendrecht | 1    |
| 5. | Kim Zethof        | PSV                   | 1    |

#### Deelnemers per ronde
Het aantal deelnemers per divisie per ronde is:
| Deelnemerscategorie | Groepsfase | 1e ronde   | Tussenronde | 2e ronde  | Achtste finale | Kwartfinale | Halve finale | Finale     | Winnaar    |
| ------------------- | ---------- | ---------- | ----------- | --------- | -------------- | ----------- | ------------ | ---------- | ---------- |
| Eredivisie          | 0bye       | 0bye       | 0bye        | 0bye      | 9 (56,3%)      | 7 (87,5%)   | 4 (100,0%)   | 2 (100,0%) | 1 (100,0%) |
| Topklasse           | 12 (14,3%) | 12 (28,6%) | 6 (42,8%)   | 7 (50,0%) | 5 (31,2%)      | 1 (12,5%)   | 0 00(0,0%)   | 0 00(0,0%) | 0 00(0,0%) |
| Hoofdklasse         | 24 (28,6%) | 15 (35,7%) | 4 (28,6%)   | 3 (21,4%) | 2 (12,5%)      | 0 0(0,0%)   | 0 0(0,0%)    | 0 0(0,0%)  | 0 0(0,0%)  |
| Eerste klasse       | 48 (57,1%) | 15 (35,7%) | 4 (28,6%)   | 4 (28,6%) | 0 0(0,0%)      | 0 0(0,0%)   | 0 0(0,0%)    | 0 0(0,0%)  | 0 0(0,0%)  |
| Totaal              | 84         | 42         | 14          | 14        | 16             | 8           | 4            | 2          | 1          |

## Districtsbekers
Om de KNVB districtsbekers Categorie A kon dit jaar door de Tweede- en Derde klassers van dit seizoen, alsmede de Eerste klassers die in de poulefase van de KNVB Beker voor vrouwen werden uitgeschakeld, worden gestreden. De zes districtsbekerwinnaars van dit seizoen waren GSVV The Knickerbockers (Noord), FC Berghuizen (Oost), ASV Wartburgia-3 (West-I), SSS-2 (West-II), OVV '67 (Zuid-I) en Rood-Wit '62 (Zuid-II).
Van de zes bekerwinnaars van het vorige seizoen reikte ST Sparta/JVOZ (Zuid-I) dit seizoen het verst, zij werden in de halve finale uitgeschakeld door OVV '67. VV Blauw Geel '55 (Oost) en VV Nooit Gedacht (Zuid-II) werden uitgeschakeld in de 3e ronde door respectievelijk DZC '68 en RKSV Bekkerveld. RVVH-2 (West II) werd in de 2e ronde uitgeschakeld door CVV De Jodan Boys. De bekerwinnaars van Noord, ST Eenrum/Kloosterburen en West-I, SV Saestum-2, werden in de 1e ronde uitgeschakeld door respectievelijk VV Vitesse '63 en Saestum-1.
| Datum                                   | Thuisclub               | Uitslag      | Uitclub        |
| Kwartfinale                             | Kwartfinale             | Kwartfinale  | Kwartfinale    |
| --------------------------------------- | ----------------------- | ------------ | -------------- |
| 23 februari                             | SJO BBC (BCV/Bergum)    | 1-5          | VV Winsum      |
| 23 februari                             | GSVV The Knickerbockers | 5-3          | HZVV           |
| 23 februari                             | SVO Sneek (ONS/SWZ)     | 4-1          | Lycurgus-2     |
| 23 februari                             | VV de Weide             | 3-3 ns (4-3) | VV Vitesse '63 |
| Halve finale                            |                         |              |                |
| 30 maart                                | GSVV The Knickerbockers | 9-1          | VV de Weide    |
| 01 april                                | VV Winsum               | 1-1 ns (4-2) | SVO Sneek      |
| Finale bij SJO JVZ (VV Zuidwolde, ZZVV) |                         |              |                |
| 01 juni                                 | GSVV The Knickerbockers | 4-0          | VV Winsum      |

| Datum                      | Thuisclub       | Uitslag       | Uitclub         |
| Kwartfinale                | Kwartfinale     | Kwartfinale   | Kwartfinale     |
| -------------------------- | --------------- | ------------- | --------------- |
| 23 februari                | FC Berghuizen   | 2-0           | VV Berkum       |
| 23 februari                | HHC Hardenberg  | 3-2           | Longa '30       |
| 23 februari                | VV OSC          | 1-3           | ZVV Be Quick-2  |
| 20 maart                   | SVZW            | 1-5           | RKSV De Tukkers |
| Halve finale               |                 |               |                 |
| 03 april                   | FC Berghuizen   | 2-2 wns (5-3) | ZVV Be Quick-2  |
| 03 april                   | RKSV De Tukkers | 8-1           | HHC Hardenberg  |
| Finale bij FC Berghuizen * |                 |               |                 |
| 07 juni                    | FC Berghuizen   | 3-0           | RKSV De Tukkers |

| Datum                    | Thuisclub        | Uitslag       | Uitclub          |
| Kwartfinale              | Kwartfinale      | Kwartfinale   | Kwartfinale      |
| ------------------------ | ---------------- | ------------- | ---------------- |
| 27 maart                 | JVC Julianadorp  | 0-0 wns (3-4) | ASV Wartburgia-3 |
| 30 maart                 | VV Hoogland      | 4-2           | VV Reiger Boys-2 |
| 30 maart                 | WSV '30          | 0-0 wns (5-4) | ASV Wartburgia-2 |
| 02 april                 | SV Overbos       | 5-2           | VV Limmen        |
| Halve finale             |                  |               |                  |
| 17 april                 | SV Overbos       | 5-1           | VV Hoogland      |
| 17 april                 | ASV Wartburgia-3 | 2-2 wns       | WSV '30          |
| Finale bij Legmeervogels |                  |               |                  |
| 31 mei                   | ASV Wartburgia-3 | 1-1 wns       | SV Overbos       |

| Datum                  | Thuisclub     | Uitslag       | Uitclub     |
| Kwartfinale            | Kwartfinale   | Kwartfinale   | Kwartfinale |
| ---------------------- | ------------- | ------------- | ----------- |
| 30 maart               | SSS-2         | 4-0           | RVC '33     |
| 30 maart               | VV Zuidland   | 3-3 wns (5-4) | RKDEO       |
| 02 april               | FC Oegstgeest | 1-4           | FC Maense   |
| 16 april               | De Jodan Boys | 2-4           | UVS         |
| Halve finale           |               |               |             |
| 17 april               | FC Maense     | 3-0           | VV Zuidland |
| 09 mei                 | UVS           | 0-3           | SSS-2       |
| Finale bij Spartaan'20 |               |               |             |
| 05 juni                | SSS-2         | 2-1           | FC Maense   |

| Datum                   | Thuisclub      | Uitslag       | Uitclub        |
| Kwartfinale             | Kwartfinale    | Kwartfinale   | Kwartfinale    |
| ----------------------- | -------------- | ------------- | -------------- |
| 20 januari              | VV Beerse Boys | 0-6           | RKSV Nuenen    |
| 20 januari              | OVV '67        | 5-1           | VV Hontenisse  |
| 02 februari             | ST Sparta/JVOZ | 9-1           | VV Bavel       |
| 02 februari             | SC 't Zand     | 2-2 wns (3-4) | VV Sleeuwijk   |
| Halve finale            |                |               |                |
| 20 april                | OVV '67        | 3-2           | ST Sparta/JVOZ |
| 24 april                | RKSV Nuenen    | 0-3           | VV Sleeuwijk   |
| Finale bij VV Haarsteeg |                |               |                |
| 08 juni                 | OVV '67        | 3-1           | VV Sleeuwijk   |

| Datum                    | Thuisclub        | Uitslag       | Uitclub              |
| Kwartfinale              | Kwartfinale      | Kwartfinale   | Kwartfinale          |
| ------------------------ | ---------------- | ------------- | -------------------- |
| 26 maart                 | SV Leveroy       | 2-2 wns (4-5) | VV OVCS              |
| 31 maart                 | VV Keer          | 2-1           | SSS'18               |
| 31 maart                 | Rood-Wit '62     | 5-0           | ST Heeswijk/Avesteyn |
| 31 maart                 | RKSV Wittenhorst | 3-0           | VV Nooit Gedacht-2   |
| Halve finale             |                  |               |                      |
| 23 april                 | RKSV Wittenhorst | 1-3           | Rood-Wit '62         |
| 28 april                 | VV Keer          | 1-0           | VV OVCS              |
| Finale bij SV Simpelveld |                  |               |                      |
| 02 juni                  | Rood-Wit '62     | 4-1           | VV Keer              |